# Josef Potužník
Josef Potužník (23. května 1926 – 30. ledna 2019 České Budějovice) byl československý sportovní plavec a pozdější významný představitel českobudějovického plavání.

## Sportovní kariéra
Závodnímu plavání se začal věnovat v rodných Českých Budějovicích v klubu AC Stadion České Budějovice. V roce 1943 přestoupil do pražského klubu ČPK, kde se specializoval na plavecký styl znak. Domácí rivalita se slávistou Jiřím Kovářem patřila k ozdobám znakařských závodů v polovině čtyřicátých let dvacátého století.
V roce 1947 byl přihlášen na mistrovství Evropy v Monte Carlu, ale do závodu na 100 m znak nenastoupil. V roce 1948 na olympijských hrách v Londýně nestartovat.
Po absolvování vysoké školy v roce 1950 se vrátil do rodných Budějovic. Na podzim 1951 nastoupil základní vojenskou služby. Aktivní sportovní kariéru ukončil po návratu z vojny v roce 1952.

## Trenérska a funkcionářská kariéra

### Výstavba krytého bazénu
S manželkou Vlastou vedl od roku 1951 učně v pracovních zálohách národního podniku Koh-i-noor. K rozvoji závodního plavání v Českých Budějovicích však dlouho chyběl krytý bazén. V zimních měsících se dalo plavat pouze v bazénku o rozměrech 4,5×2,5 m kam se vešli současně 2 plavci – trénovalo se udici, kdy byl plavec uvázán a plaval prakticky na jednom místě. Práce na krytém bazénu započaly již v roce 1951 na Sokolském ostrově, ale jejich kompletní realizace byla dokončena až v roce 1971. V březnu 1950 poskytl deníku Lidová demokracie rozhovor, ve kterém ještě jako student vysoké školy popisoval své úspěšné snahy na zařazení výstavby krytého bazénu (zimních lázní) do dodatkového operačního plánu pětiletky pro rok 1950. S otevřením krytého bazénu v listopadu 1971, na kterém měl lví podíl, nastal prudký rozmach českobudějovického závodního plavání. V plaveckém oddílu TJ KIN České Budějovice vyrostla celá řada špičkových českých plavců – Jiří Jirmus, Marcela Šmídová, Monika Ranglová a další.

### Dvoustupňové řízení ČSTV
Od roku 1967 došlo k zavedení kritizovaného dvoustupňového řízení ČSTV – byl zrušen krajský výbor (KV) ČSTV. On jako okresní sportovní funkcionář patřil k zastáncům tohoto nového typu řízení. V dubnu 1967 se k problematice vyjádřil slovy: "Bez krajských výborů (KV) se lépe rozvíjí iniciativa a pocit zodpovědnosti k funkcionářům za řízení tělesné výchovy v okresech. Nyní jsou vytvořeny první předpoklady pro rychlejší rozvoj tělesné výchovy po všech stránkách. Cítí-li to někdo jinak, nemohu si pak myslet nic jiného, než to, že jim vyhovovalo, když nemuseli sami rozhodnout, když nemuseli nést zodpovědnost. Ale to je špatné a tělovýchově to jistě neprospívá."
Jako sportovní funkcionář se zasloužil o rozvoj plavecké gramotnosti mezi širokou veřejností – umět plavat znamenalo především snížit riziko utonutí. Z masových plaveckých akcí byly pořádány plavecké štafety např. v roce 1984 proběhla v dubnu štafeta 1000×100 m.